# بخش بروکوی، شهرستان استیرنز، مینه سوتا
بخش بروکوی (به انگلیسی: Brockway Township) یک منطقهٔ مسکونی در ایالات متحده آمریکا است که در شهرستان استیرنز، مینه‌سوتا واقع شده‌است.
 بخش بروکوی ۱۲۵٫۶ کیلومتر مربع مساحت و ۲٬۷۰۲ نفر جمعیت دارد و ۳۵۱ متر بالاتر از سطح دریا واقع شده‌است.